# Amphoe Nong Prue
 (janvier 2013).
Si vous disposez d'ouvrages ou d'articles de référence ou si vous connaissez des sites web de qualité traitant du thème abordé ici, merci de compléter l'article en donnant les références utiles à sa vérifiabilité et en les liant à la section « Notes et références ».
Nong Prue (หนองปรือ) est un district (Amphoe) situé dans la province de Kanchanaburi, dans l'ouest de la Thaïlande.
Le district est divisé en 3 tambon et 43 muban. Il comprenait près de 30 000 habitants en 2005.